# Classe A (cacciatorpediniere 1929)
La classe A fu una classe di cacciatorpediniere britannici entrati in servizio alla fine degli anni venti.

## Sviluppo
Gli inglesi, nella necessità di realizzare un consistente aggiornamento della loro flotta dopo la pausa del periodo successivo al primo conflitto mondiale, misero mano ad un nuovo progetto, relativamente semplice e dal dislocamento modesto, ma ragionevolmente efficiente per produrlo in quantità necessarie per coprire le esigenze di una flotta disseminata sull'intero globo.
I due prototipi, Amazon e Ambuscade, erano molto simili alle navi delle classi V e W 'modificata'.
Lo scafo era di disegno caratterizzato da un alto bordo libero, con un ponte di castello e una struttura ben concepita per tenere dure condizioni di mare.
Grazie alla disponibilità di nuove macchine motrici, basate su di un nuovo modello con 3 collettori e vapore surriscaldato, con due locali macchine e altrettanti fumaioli, queste navi erano in grado di raggiungere i 37 nodi di velocità massima, valore molto notevole, anche se le loro missioni -prevalentemente di scorta piuttosto che di attacco veloce- impediranno in pratica di farne uso.
L'armamento, basato su un numero di cannoni per nulla eccezionale, ma soprattutto su un robusto armamento di siluri e bombe di profondità,  era dato da 4 cannoni sovrapposti, in impianti singoli, a prua e a poppa, e lanciasiluri quadrupli a centro nave, in posizione assiale. La plancia comando, come sempre nelle navi inglesi della categoria era a cielo aperto, con il solo locale timoneria sottostante chiuso.
I cacciatorpediniere che derivarono per la produzione di serie, i classe A e successivi, erano flottiglie di navi simili tra loro, via via migliorati, fino alla classe 'I' del 1935, l'ultima, con 2 lanciasiluri quintupli anziché quadrupli. A partire dal 1929, essi vennero realizzati al ritmo di una flottiglia di 9 unità (una come caccia capoflottiglia, con aumento delle apparecchiature radio e lieve incremento del dislocamento) all'anno e parteciparono attivamente alla seconda guerra mondiale, che combatterono nonostante fossero navi assai superate.

## Navi
| Pennant number      | Nome       | Costruttori                                         | Impostazione      | Varo            | Entrata in servizio | Fine |
| Royal Navy          | Royal Navy | Royal Navy                                          | Royal Navy        | Royal Navy      | Royal Navy          | Royal Navy |
| ------------------- | ---------- | --------------------------------------------------- | ----------------- | --------------- | ------------------- | --- |
| D65                 | Codrington | Swan Hunter & Wigham Richardson, Wallsend           | 20 giugno 1928    | 7 agosto 1929   | 4 giugno 11930      | Affondata in un attacco aereo al largo di Dover il 27 luglio 1940                                                           |
| H09                 | Acasta     | John Brown & Company, Clydebank                     | 13 agosto 1928    | 8 agosto 1929   | 11 febbraio 1930    | Affondata dagli incrociatori da battaglia tedeschi Scharnhorst e Gneisenau al largo di Narvik l'8 giugno 1940               |
| H12                 | Achates    | John Brown                                          | 11 settembre 1928 | 4 ottobre 1929  | 11 febbraio 1930    | Affondata dall'incrociatore tedesco Hipper nella battaglia del mare di Barents il 31 dicembre 1942                          |
| H14                 | Active     | Hawthorn Leslie & Company, Hebburn                  | 10 luglio 1928    | 9 luglio 1929   | 9 febbraio 1930     | Venduta per essere demolita il 7 luglio 1947                                                                                |
| H36                 | Antelope   | Hawthorn Leslie                                     | 11 luglio 1928    | 27 luglio 1929  | 20 febbraio 1930    | Venduta per essere demolita il 28 gennaio 1946                                                                              |
| H40                 | Anthony    | Scotts Shipbuilding & Engineering Company, Greenock | 30 luglio 1928    | 24 aprile 1929  | 14 febbraio 1930    | Venduta per essere demolita il 21 febbraio 1948                                                                             |
| H41                 | Ardent     | Scotts                                              | 30 luglio 1928    | 26 giugno 1929  | 14 aprile 1930      | Affondata dagli incrociatori da battaglia tedeschi Scharnhorst e Gneisenau al largo di Narvik l'8 giugno 1940               |
| H42                 | Arrow      | Vickers Armstrongs, Barrow-in-Furness               | 20 agosto 1928    | 22 agosto 1929  | 14 aprile 1930      | Danneggiata dall'esplosione della SS Fort Lamontee ad Algeri il 4 agosto 1943 e dichiarata non riparabile                   |
| H48                 | Acheron    | John I. Thornycroft & Company, Woolston             | 20 agosto 1928    | 22 agosto 1929  | 14 aprile 1930      | Affondata su una mina al largo dell'Isola di Wight il 7 dicembre 1940                                                       |
| Royal Canadian Navy |            |                                                     |                   |                 |                     | |
| D79                 | Saguenay   | Thornycroft                                         | 27 settembre 1929 | 11 luglio 1930  | 22 maggio 1931      | Danneggiata in una collisione il 15 novembre 1942 e declassata a nave d'addestramento. Venduta per essere demolita nel 1945 |
| D59                 | Skeena     | Thornycroft                                         | 14 ottobre 1929   | 10 ottobre 1930 | 10 giugno 1931      | Arenata nel Hvalfjord, in Islanda, il 25 ottobre 1944                                                                       |

## Servizio

### L'ultima scorta: Ardent e Acasta

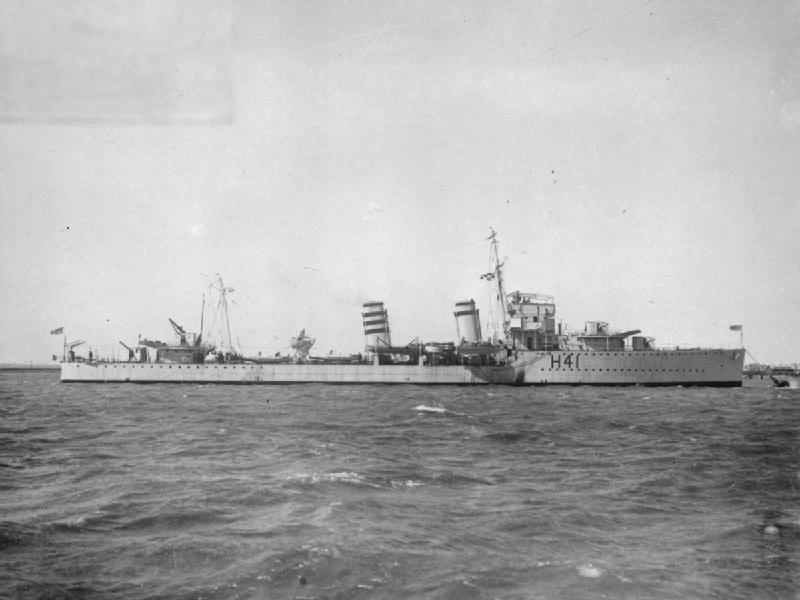
L'Ardent nel 1930

I due cacciatorpediniere che scortarono la portaerei Glorious nel suo ultimo viaggio erano anch'essi navi di questa classe, si trattava dell'Ardent e dell'Acasta, entrambe classe 'A'. Il 7 giugno 1940, al largo delle coste norvegesi la portaerei stava rientrando in patria con 2 squadriglie di caccia della RAF raccolti dal territorio norvegese. Gli aviatori inglesi riuscirono ad appontare sulla nave con gli aerei, senza nessuna esperienza precedente. Mentre la nave navigava a solo 17 nodi, senza aerei in aria, apparvero gli incrociatori da battaglia tedeschi Scharnhorst e Gneisenau che l'avevano localizzata da grande distanza.
I due caccia combatterono con grande determinazione, entrando e uscendo dalle cortine nebbiogene che stendevano per proteggere la Glorious, ingaggiata da oltre 20km, e ben presto ripetutamente centrata.
Le navi di scorta inglesi non poterono impedire la fine della portaerei, che non poteva distaccare le navi tedesche una volta raggiunta, avendo la stessa velocità. Esse potevano se non altro scappare, ma invece rimasero e protessero la loro nave fino a quando non affondò, per poi seguirla a causa del micidiale tiro tedesco, molto preciso e rapido. L'Ardent venne distrutto dopo essersi avvicinato per tentare di silurare le navi, mancandole, ma l'Acasta, prima di affondare, riuscì a piazzare un siluro Mk VIII sull'ammiraglia tedesca. Quasi nessuno sopravvisse, e la tragedia concluse nel peggior modo la campagna di Norvegia per la Royal Navy.

### Il sacrificio dell'Achates
Sempre tra le navi classe 'A', l'Achates scortò assieme ad altre 4 navi gemelle un convoglio che il 31 dicembre 1942 a venne attaccato da una forza di superficie tedesca nella battaglia del mare di Barents.
Essa coprì le navi del convoglio con le cortine fumogene (allora molto importanti), fino a quando venne affondato dalle cannonate di un incrociatore pesante, ma salvando il convoglio dalla distruzione.
Questa fallimentare azione portò ad una crisi della flotta tedesca, accusata da Hitler di non riuscire ad adempiere ai suoi compiti.